# Горячеисточненское сельское поселение
Горячеисточненское се́льское поселе́ние — муниципальное образование в Грозненском районе Чечни Российской Федерации.
Административный центр — станица Горячеисточненская.

## История
Статус и границы сельского поселения установлены Законом Чеченской Республики от 20 февраля 2009 года № 12-РЗ «Об образовании муниципального образования Грозненский район и муниципальных образований, входящих в его состав, установлении их границ и наделении их соответствующим статусом муниципального района и сельского поселения».

## Население
| 2010  | 2012  | 2013  | 2014  | 2015  | 2016  | 2017  |
| ----- | ----- | ----- | ----- | ----- | ----- | ----- |
| 1617  | ↗1666 | ↗1681 | ↗1694 | ↗1722 | ↗1737 | ↗1770 |
| 2018  | 2019  | 2020  | 2021  | 2023  | 2024  |       |
| ↗1808 | ↗1823 | ↗1845 | ↗1899 | ↗1919 | ↗1930 |       |

## Состав сельского поселения
| № | Населённый пункт   | Тип населённого пункта          | Население |
| - | ------------------ | ------------------------------- | --------- |
| 1 | Горячеисточненская | станица, административный центр | ↗1930     |